# Président du Sinn Féin
Le chef de Sinn Féin (anglais : Leader of Sinn Féin ou anglais : President of Sinn Féin, irlandais : Uachtarán Shinn Féin) est le plus haut responsable politique du Sinn Féin en Irlande. Depuis le 10 février 2018, Mary Lou McDonald occupe ce poste depuis la démission de Gerry Adams à la tête du parti.

## Présidents

### 1905–1926
| No. | Nom (Naissance-Décès)       | Portrait | Circonscription | Mandat | Mandat | Commentaires                  |
| --- | --------------------------- | -------- | --- | ------ | ------ | ----------------------------- |
| 1   | Edward Martyn (1859–1923)   |          | aucune | 1905   | 1908   |                               |
| 2   | John Sweetman (1844–1936)   |          | Aucune (Député pour East Wicklow 1892–95)                                                                          | 1908   | 1911   |                               |
| 3   | Arthur Griffith (1872–1922) |          | Aucune (Député pour East Cavan, Député pour North West Tyrone, Député pour Fermanagh and Tyrone Député pour Cavan) | 1911   | 1917   |                               |
| 4   | Éamon de Valera (1882–1975) |          | MP for Clare East (1917–22) TD for Clare East (1918–21) MP for Down (1921–29) TD for Clare (1922–26)               | 1917   | 1926   | Chef du Fianna Fáil (1926–59) |

### 1926–present
| No.  | Nom (Naissance-Décès)              | Photo | Circonscription                                                                                               | Mandat | Mandat   | Comments                                                          |
| ---- | ---------------------------------- | ----- | --- | ------ | -------- | ----------------------------------------------------------------- |
| 5    | John J. O'Kelly (1872–1957)        |       | None (Served as TD for Louth from 1918–21 and TD for Louth–Meath from 1921–23)                                | 1926   | 1931     |                                                                   |
| 6    | Brian O'Higgins (1882–1963)        |       | None (Served as MP for Clare West from 1918–22, TD for Clare West from 1918–21 and TD for Clare from 1921–27) | 1931   | 1933     |                                                                   |
| 7    | Fr. Michael O'Flanagan (1876–1942) |       | None | 1933   | 1935     |                                                                   |
| 8    | Cathal Ó Murchadha (1880–1958)     |       | None (Served as TD for Dublin South from 1921–22 and 1923–27)                                                 | 1935   | 1937     |                                                                   |
| 9    | Margaret Buckley (1879–1962)       |       | None | 1937   | 1950     | First female leader of an Irish political party                   |
| 10   | Paddy McLogan (1899–1964)          |       | None (Served as MP for South Armagh from 1933–38)                                                             | 1950   | 1952     |                                                                   |
| 11   | Tomás Ó Dubhghaill (1917–1962)     |       | None | 1952   | 1954     |                                                                   |
| (10) | Paddy McLogan (1899–1964)          |       | None (Served as MP for South Armagh from 1933–38)                                                             | 1954   | 1962     |                                                                   |
| 12   | Tomás Mac Giolla (1924–2010)       |       | None (Later served as TD for Dublin West)                                                                     | 1962   | 1970     | Leader of Official Sinn Féin (later the Workers' Party) (1970–88) |
| 13   | Ruairí Ó Brádaigh (1932–2013)      |       | None (Served as TD for Longford–Westmeath from 1957–61)                                                       | 1970   | 1983     | Leader of Republican Sinn Féin (1986–2009)                        |
| 14   | Gerry Adams (born 1948)            |       | MP for Belfast West (1983–92; 1997–2011) MLA for Belfast West (1998–2010) TD for Louth (2011–2020)            | 1983   | 2018     |                                                                   |
| 15   | Mary Lou McDonald (born 1969)      |       | TD for Dublin Central (2011–en cours)                                                                         | 2018   | en cours |                                                                   |